# أكسينو
الأكسينو هو جسيم أولي افتراضي متوقع في بعض نظريات فيزياء الجسيمات. تحاول نظرية بيكي-كين شرح الظاهرة المراقبة المعروفة باسم خرق تناظر الشحنة السوية عبر إدخال جسيم افتراضي حقيقي يسمى الأكسيون. بإضافة التناظر الفائق إلى النموذج يتوقع وجود مرافق ممتاز فرميوني للأكسيون وهو الأكسينو ومرافق ممتاز بوزوني وهو الساكسيون. وتجمع معا في ميدان شيراك فائق.
يتوقع أن يكون الأكسينو أخف جسيم فائق في مثل هذا النموذج وبالرجوع إلى خاصيته، فيعتبر المرشح لتشكيل المادة المظلمة.